# Dürrnbachhorn
Dürrnbachhorn – szczyt w Alpach Chiemgawskich, części Alp Bawarskich. Leży na granicy między Austrią (Salzburg), a Niemcami (Bawaria).